# Müstair

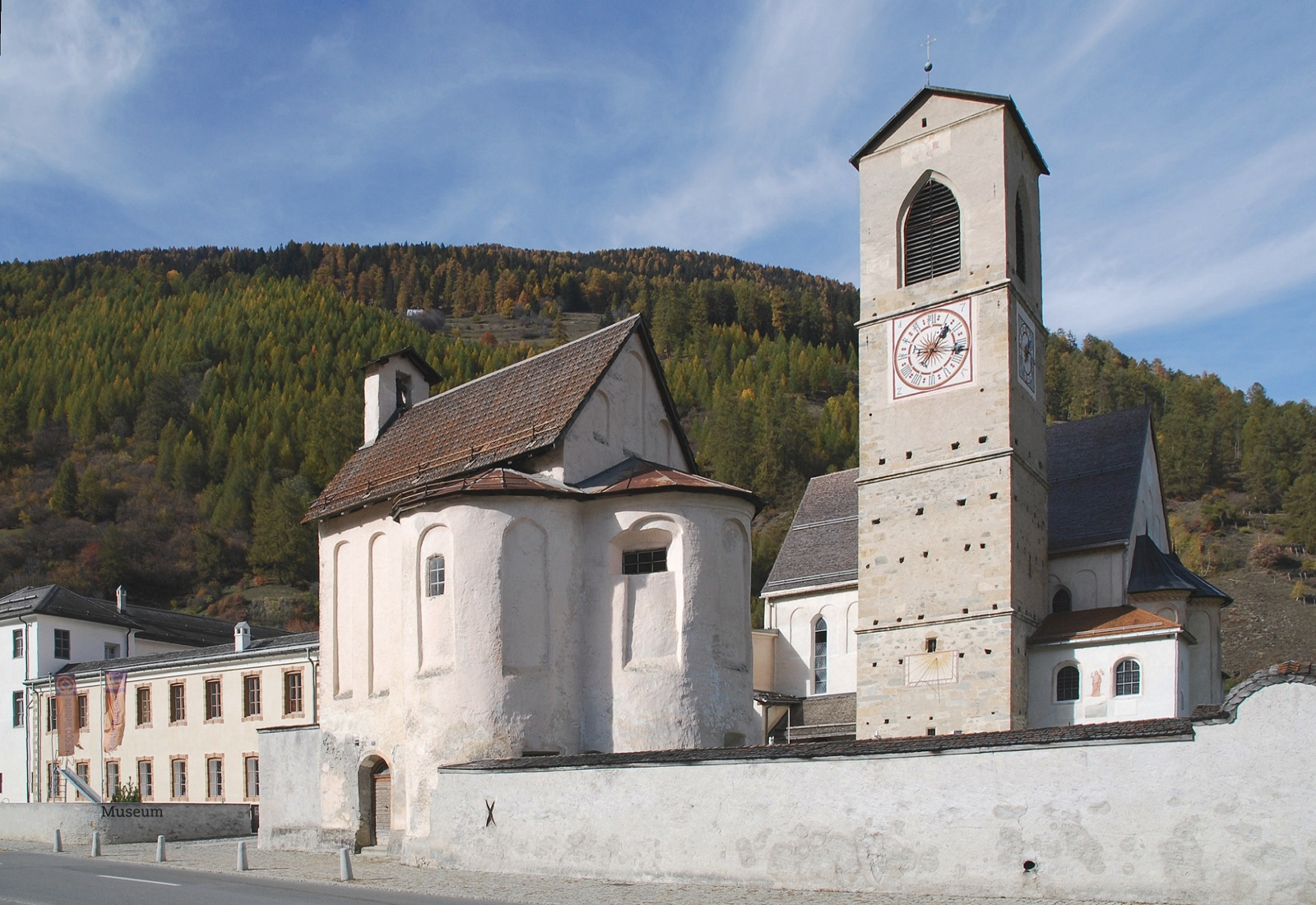
St. Johann

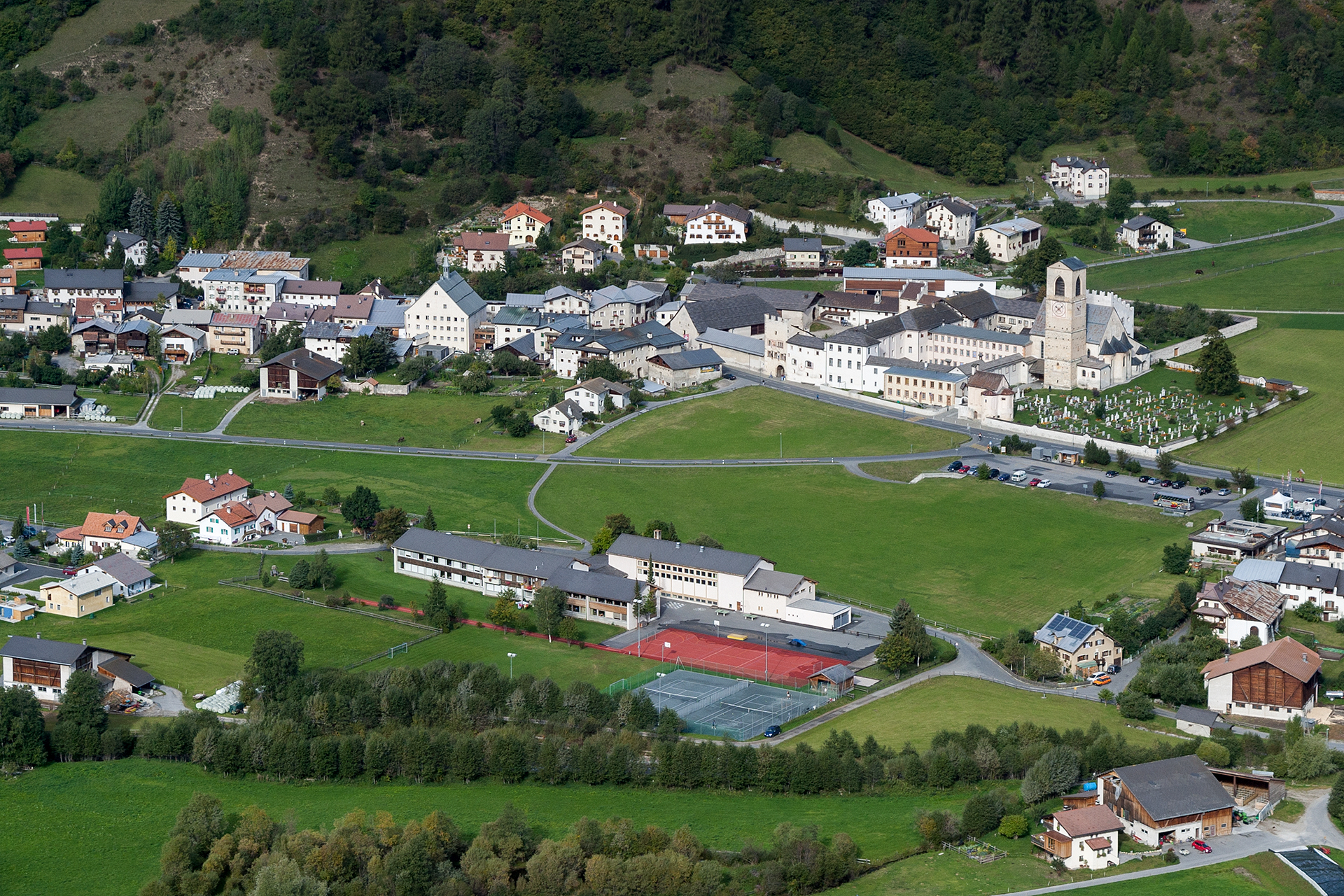
Teilansicht von Müstair

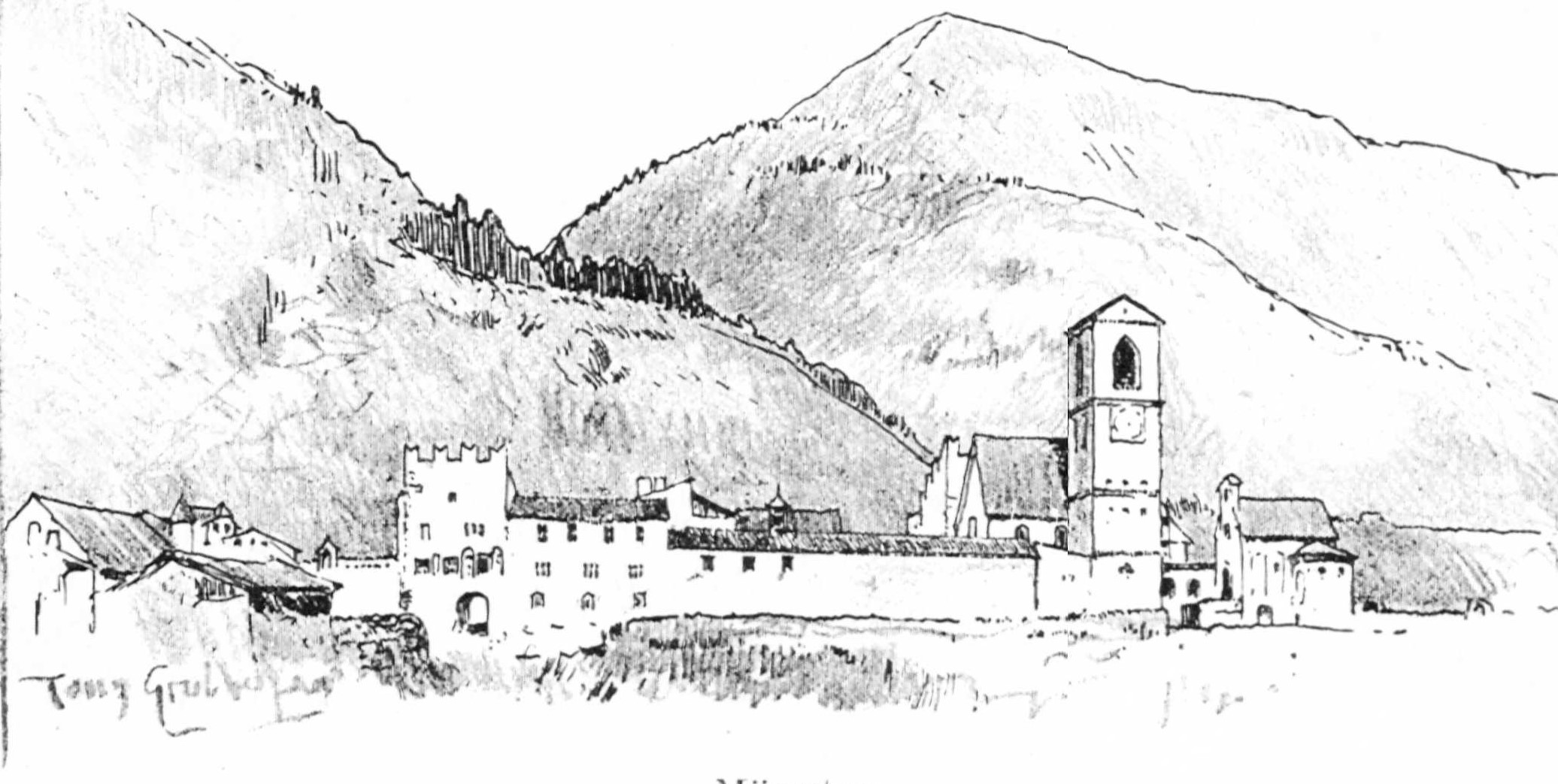
Tony Grubhofer: Münster (1899)

Müstair ([myˈʃtaɪ̯r]ⓘ; älter deutsch Münster) ist ein Dorf in der politischen Gemeinde Val Müstair in der Region Engiadina Bassa/Val Müstair im Schweizer Kanton Graubünden. Nach ihm ist das Münstertal benannt.
Bis zum 31. Dezember 2008 war Müstair eine eigenständige politische Gemeinde im damaligen Bezirk Inn. Per 1. Januar 2009 fusionierte Müstair mit den übrigen Schweizer Gemeinden der Talschaft (Fuldera, Lü, Santa Maria Val Müstair, Tschierv und Valchava) zur Gemeinde Val Müstair. Bis 1943 lautete der offizielle Name Münster (Gr.).

## Geographie
Das lang gezogene Strassendorf ist die unterste und grösste Siedlung des Val Müstairs und der östlichste Ort der Schweiz. Jenseits der Grenze liegt weiter talwärts der Südtiroler Ort Taufers. Zum Gebiet der Gemeinde gehörte die Exklave Val Mora, das sich in Richtung Lago di Livigno entwässert. Bekannt ist das Benediktinerinnenkloster Claustra Son Jon, das zum Weltkulturerbe der UNESCO gehört.
Der 2763 m hohe Piz Chavalatsch, auf dessen Gipfel die schweizerisch-italienische Grenze verläuft, markiert den östlichsten Punkt der Schweiz.

## Geschichte

Luftbild (1954)

Ein vermutlich spätbronzezeitlicher Gebäudegrundriss wurde unter dem Nordstall des Klosters entdeckt. Das Benediktinerinnenkloster mit der karolingischen Dreiapsidenkirche aus dem letzten Viertel des 8. Jahrhunderts war für die Geschichte des Dorfs prägend. Zu Beginn des 9. Jahrhunderts wurde der Ort als monasterium Tuberis erwähnt. Meierhöfe gruppierten sich um das Kloster, ein Herrenhof aus dem 10. Jahrhundert dürfte eine ottonische Schenkung an den Bischof von Chur gewesen sein. Im 13. Jahrhundert war wohl die Herauslösung der Siedlung Müstair aus dem Territorium von Taufers abgeschlossen. 1239 ist erstmals ein Markt bezeugt, an dem vor allem graues Tuch verkauft und exportiert wurde. 1367 trat das Gericht Münstertal dem Gotteshausbund bei. Vor der Schlacht an der Calven 1499 war Müstair Besammlungsort der Bündner Truppen, anschliessend wurde das Dorf durch österreichische Truppen zerstört.
Im Gegensatz zu den anderen Talgemeinden wurde in Müstair die reformierte Lehre nicht eingeführt. Während der Bündner Wirren wurde das Dorf erneut verwüstet. 1696 übernahmen Kapuziner die Seelsorge im Dorf, 1709 entstand das Kapuzinerhospiz. 1728 verkaufte der Bischof von Chur das Tal an das Erzherzogtum Österreich, 1762 erfolgte der Rückkauf. 1854 wurde Müstair eine eigene Gemeinde. Seit den 1970er Jahren haben sich verschiedene Gewerbe- und Industriebetriebe im Grenzdorf niedergelassen; auch aufgrund des Nationalparks entwickelte sich ein sanfter Tourismus.
Bis 1943, als der Kanton Graubünden im Zusammenhang mit der Anerkennung des Rätoromanischen als Nationalsprache mehrere Gemeinden umbenannte, lautete der offizielle Name Münster (Gr.), ital. zeitweise auch Monastero.

## Wappen
| Wappen von Müstair | Blasonierung: «In Blau die Klosterkirche von Müstair in Silber mit Dächern in Rot» |
| Wappen von Müstair | Das Siegelmotiv der Gemeinde wird auf das Hauptelement des Klosters reduziert.     |

## Bevölkerung
| Jahr      | 1835 | 1850 | 1900 | 1950 | 2000 | 2007 |
| Einwohner | 513  | 475  | 599  | 776  | 745  | 764  |

Im Ort wird die bündnerromanische Mundart Jauer gesprochen. 1990 gaben 88 % und im Jahr 2000 86 % der Bewohner Romanischkenntnisse an. In den Jahren 1880 galt es 87 %, 1910 88 % und 1941 89 % als Muttersprache. Seit 1970 wächst allerdings die deutschsprachige Minderheit, während die Zahl der Romanischsprachigen stagniert. Die Entwicklung der vergangenen Jahrzehnte zeigt folgende Tabelle:
| Sprachen in Müstair |                   |                   |                   |                   |                   |                   |
| Sprachen            | Volkszählung 1980 | Volkszählung 1980 | Volkszählung 1990 | Volkszählung 1990 | Volkszählung 2000 | Volkszählung 2000 |
| Sprachen            | Anzahl            | Anteil            | Anzahl            | Anteil            | Anzahl            | Anteil            |
| Rätoromanisch       | 574               | 81,19 %           | 578               | 76,86 %           | 543               | 72,89 %           |
| Deutsch             | 123               | 17,40 %           | 160               | 21,28 %           | 184               | 24,70 %           |
| Italienisch         | 8                 | 1,13 %            | 10                | 1,33 %            | 4                 | 0,54 %            |
| Einwohner           | 707               | 100 %             | 752               | 100 %             | 745               | 100 %             |

### Religionen und Konfessionen
Im Gegensatz zu anderen Gemeinden des Tals blieb die Ortsbevölkerung katholisch. Der Ort beherbergt seit dem 8. Jahrhundert ein Benediktinerinnenkloster. Die Pfarrkirche wird seit 1696 von Kapuzinerpatres betreut.

### Staatsangehörigkeit
Von den 805 Dorfbewohnern (Stand: Ende 2005) waren 759 (= 94 %) Schweizer Staatsangehörige.

## Persönlichkeiten
- Philipp Gallicius (1504–1566), geboren und aufgewachsen in Puntweil bei Müstair; Theologe, Reformator und Kirchenlieddichter
- Nikolaus Franz Florentini (1794–1881), Bischof von Chur
- Theodosius Florentini (1808–1865), Kapuzinerpater und Sozialreformer
- Bonaventura Foffa (1828–1887), Abt von Muri-Gries
- Tista Murk, eigentlich Johann Baptista Murk (1915–1992), Schriftsteller, Dramatiker der rätoromanischen Literatur
- Friedrich Hoppe (1921–2008), Ehrenbürger der Gemeinde; Gründer und Präsident der Hoppe AG
- Pascal Oswald (* 1980), Skeletonfahrer

## Sehenswürdigkeiten
- Benediktinerinnenkloster St. Johann, Weltkulturerbe
- Doppelkapelle St. Ulrich und Nikolaus[3]
- Heiligkreuzkapelle[4]
- Klosterkirche[5]
- Plantaturm[6]
- Kapelle St. Sebastian, im Oberdorf[7]
- Chasa Chalavaina, Haus aus dem Mittelalter (13. Jh.), im 15./16. Jh. umgebaut, heute Hotel[8]